# Edmund Lyons, 1:e baron Lyons
Edmund Lyons, 1:e baron Lyons, född den 21 november 1790, död den 23 november 1858, var en brittisk amiral, far till Richard Lyons, 1:e viscount Lyons.
Lyons utmärkte sig i yngre år som sjöofficer i Medelhavet och ostindiska farvatten, utnämndes 1835 till brittiskt sändebud i Aten, men blev efter hand så ogynnsamt stämd mot grekerna, att lord Palmerston 1849 återkallade honom. Han var därefter engelsk minister hos schweiziska edsförbundet 1849-51 och i Stockholm 1851-53, blev 1850 konteramiral och erhöll efter Krimkrigets utbrott 1853 befälet närmast under amiral Dundas, som han i december 1854 efterträdde som befälhavare för engelska Svartahavsflottan. Han gjorde med sina kanoner god tjänst i slaget vid Alma samt tog med "Agamemnon" framstående del i det första bombardemanget av Sevastopol. Lyons blev 1855 vice-amiral och upphöjdes efter krigets slut 1856, som baron Lyons of Christchurch, till peer (han hade 1835 blivit knight och 1840 baronet).